# Comptes de la Sécurité sociale en France
Les comptes de la Sécurité sociale retracent, en France, la situation financière des différentes caisses et organismes de la Sécurité sociale : assurance maladie, retraites, allocations familiales, accidents du travail et autonomie.
En 2019, les dépenses des régimes de base et du Fonds de solidarité vieillesse représentent 510 milliards d’euros. Par comparaison, le total des charges nettes du budget général de l’État la même année est de l’ordre de 330 milliards.

## Périmètre
Il n’existe à ce jour pas de définition précise et universelle de la notion de sécurité sociale qui imposerait un périmètre particulier. Il existe donc plusieurs « comptes de la sécurité sociale ».
Les comptabilités des organismes sont consolidés par addition et divers retraitements, notamment pour éliminer les transferts, pour obtenir les comptes par branche ou par régime. Il n'y a pas d'unité budgétaire. Les lois de financement de la sécurité sociale sont présentés sur un champ consolidé « toutes branches » (en neutralisant les transferts entre branches), et depuis 2016, sur un champ encore élargi « toutes branches et FSV », à la fois sur le périmètre du régime général et sur celui de l’ensemble des régimes de base.
En plus des régimes, il existe
- les organismes concourant au financement de ces régimes (Fonds de solidarité vieillesse) ;
- les organismes chargés de la mise en réserve de recettes au profit des régimes obligatoires de base de sécurité sociale (Fonds de réserve pour les retraites) ;
- les organismes chargés de l'amortissement de leur dette (Caisse d'amortissement de la dette sociale).

En comptabilité nationale, il existe les comptes des administrations de sécurité sociale. Il s'agit là d'une construction, par l'Institut national de la statistique et des études économiques, selon le système européen de comptabilité pour faciliter les comparaisons internationales. Les normes comptables sont différentes, et les administrations de sécurité sociale incluent, en plus des régimes obligatoires de base, les retraites complémentaires et l’assurance chômage. La loi de programmation des finances publiques et le programme de stabilité sont exprimés en comptabilité nationale.
Enfin il existe des comptes de la protection sociale, agrégeant les interventions des administrations publiques, mais également certaines interventions de la sphère privée (Assurance maladie complémentaire…). Ces comptes sont établis d'après le système européen de statistiques intégrées de la protection sociale.

## Objectifs et contrôle des comptes
La sécurité sociale est gérée par une multitude d’organismes locaux de droit privé (par exemple les caisses d’allocations familiales), mais est globalement sous contrôle de l’État.

### Prévisions de recettes et objectifs de dépenses

#### Lois de financement de la sécurité sociale
Depuis le plan Juppé de 1995, le Parlement fixe, via les lois de financement de la sécurité sociale les conditions générales d’équilibre financier de la sécurité sociale. Ce n’est pas un « budget », si le montant voté est dépassé, les retraites sont toujours payées. L’objectif national des dépenses d'assurance maladie est fixé dans ces lois.
Chaque année la LFSS comporte plusieurs parties
1. sur le dernier exercice clos : Données comptables
2. sur la rectification pour l’année en cours (données prévisionnelles)
3. sur les recettes et l’équilibre général au titre de l’année à venir
4. sur les dépenses au titre de l’année à venir[7].

#### Conventions d'objectifs et de gestion et contrats pluriannuels de gestion
Depuis l’ordonnance du 24 avril 1996, dans le respect des lois de financement de la sécurité sociale, l’autorité compétente de l’État conclut respectivement avec la Caisse nationale de l'assurance maladie, la Caisse nationale d'assurance vieillesse, la Caisse nationale des allocations familiales et l’Agence centrale des organismes de sécurité sociale des conventions d’objectifs et de gestion comportant des engagements réciproques des signataires.
Les COG formalisent dans un document contractuel la délégation de gestion du service public de la sécurité sociale aux organismes gestionnaires. Elles leur fixent des objectifs, par exemple dans le domaine de la qualité du service rendu aux usagers et des orientations générales, par exemple lutte contre la fraude tant interne qu'externe. Identiques dans leurs principes généraux, les COG diffèrent selon chaque branche ou régime en fonction des axes stratégiques qui lui sont propres. Elles constituent, officiellement, un des leviers de modernisation et d’amélioration de la performance de la Sécurité sociale. Parallèlement, elles encadrent les budgets de fonctionnement des organismes, ainsi que ceux relatifs à l'action sociale et à la prévention.
Ces conventions sont signées, généralement, pour une durée de quatre ans par le président et le directeur de la caisse concernée ainsi que par les ministres de tutelle. Chaque année, l’annexe 2 du projet de loi de financement de la sécurité sociale (PLFSS) précise les objectifs et moyens des conventions d’objectifs et de gestion.
La réalisation des engagements contenus dans les COG fait l’objet d’un suivi régulier et d’une évaluation périodique par les autorités de tutelle, en cours ou en fin de convention.
La mise en œuvre des COG fait l’objet de contrats pluriannuels de gestion (CPG) conclus entre, d’une part, chaque caisse nationale et l’Agence centrale des organismes de sécurité sociale et, d’autre part, chacun de leurs organismes régionaux ou locaux.

### Publication des comptes
La Commission des comptes de la sécurité sociale a pour mission d’analyser les comptes des régimes de Sécurité sociale.
La commission est présidée par le ministre chargé de la Sécurité sociale. Elle se réunit au moins deux fois par an, à l'initiative de son président :
- la première réunion se tient entre le 15 avril et le 15 juin et traite des comptes du régime général de Sécurité sociale ;
- la seconde réunion se déroule entre le 15 septembre et le 15 octobre. Les comptes de l’ensemble des régimes obligatoires de Sécurité sociale y sont présentés et analysés par la commission[12].

Les comptes de la sécurité sociale de l’année N-1 sont approuvées dans la loi de financement de la sécurité sociale pour l’année N+1.
Depuis le 1er janvier 2007, la régularité, la sincérité et la fidélité des comptes des organismes nationaux du régime général et des comptes combinés de chaque branche et de l’activité de recouvrement du régime général sont certifiés par la Cour des comptes. Il s'agit du même principe que pour la certification des comptes de l'État.

### Le contrôle parlementaire
La loi du 13 août 2004 relative à l'assurance maladie a prévu qu’«il peut être créé au sein de la commission de chaque assemblée saisie au fond des projets de loi de financement de la sécurité sociale une mission d'évaluation et de contrôle chargée de l’évaluation permanente de ces lois». Ainsi, l'Assemblée nationale et le Sénat, via les Missions d'évaluation et de contrôle de la sécurité sociale (MECSS), jouent également un rôle dans l'évaluation et le contrôle des dépenses en matière budgétaire ou de prestations. Organe équivalent à la Mission d'évaluation et de contrôle (MEC) dont les commissions des Finances de l'Assemblée nationale et du Sénat disposent pour contrôler le budget de l’État, la Mission d'évaluation et de contrôle de la Sécurité sociale, au sein des commissions des Affaires sociales de l'Assemblée nationale et du Sénat, permet un contrôle parlementaire sur les finances sociales.

## Régime général

### Dépenses
Depuis la création du régime général, les dépenses ont été augmentées du fait de l’extension progressive de la couverture sociale. Y ont participé la création du minimum vieillesse en 1956, l’universalité des prestations familiales en 1978, la mise en place de la couverture maladie universelle en 2000 devenue la protection universelle maladie à compter de 2016.
Certaines prestations financées par l’État sont gérées par des organismes de sécurité sociale, qui ont des guichets sur l’ensemble du territoire et la compétence pour cela. C’est le cas de l’allocation aux adultes handicapés, de l’aide médicale d'État et de la prime d'activité. Ces prestations ont représenté 38 milliards d’euros en 2019. C’est le même principe pour le revenu de solidarité active, financé par les conseils généraux.
La fraude aux prestations a fait l’objet de nombres débats et rapports, mais son montant reste difficile à estimer.

### Recettes
À la création du régime général, les cotisations sociales en constituaient la seule ressource propre. Ce prélèvement obligatoire a des conséquences juridiques particulières, car contrairement aux impôts et redevances, il ouvre un droit à contrepartie sous forme de prestation. Les cotisations sont recouvrées par les unions de recouvrement des cotisations de sécurité sociale et d'allocations familiales (URSSAF).
L’évolution des modalités de financement de la sécurité sociale est intervenue via trois leviers :
- les mouvements successifs de déplafonnement de l’assiette des cotisations sociales à compter des années 1970,
- la mise en place de dispositifs de baisses du coût du travail via des exonérations de cotisations sociales pour les bas et moyens salaires dans les années 1990 et la compensation de ces pertes de recettes par des crédits budgétaires puis par des affectations de recettes,
- la création -à côté des cotisations- de nouveaux prélèvements fiscaux affectés et, au premier chef, de la contribution sociale généralisée, en 1991[15].

Pour la branche AT-MP, le taux de cotisation doit théoriquement s’ajuster aux dépenses de manière à équilibrer le solde de la branche. Ainsi, le taux de cotisation est utilisé comme levier pour inciter les employeurs à prendre des dispositions afin de réduire la sinistralité sur les exercices à venir.
La Cour des comptes estime que la fraude aux cotisations a représenté entre 20 et 25 milliards au titre de l’année 2012. Ce chiffre étant par nature difficile à appréhender.
Exonérations de cotisations et compensations
La prise en compte de la question de la compétitivité et du coût du travail a conduit à instaurer à partir de 1993 divers dispositifs d’exonérations de cotisations sociales sur les bas salaires au bénéfice des employeurs, qui seront renforcés par la suite jusqu’à la transformation en 2019 du crédit d'impôt pour la compétitivité et l'emploi en allégement pérenne de cotisations. Entre ces deux dates, les exonérations sont passées de 3,4 à 56,7 milliards d'euros (de 2 à 13% en part dans les cotisations dues aux Urssaf).
En principe, toute mesure de réduction ou d'exonération de cotisations de sécurité sociale donne lieu à compensation intégrale aux régimes concernés par le budget de l’État pendant toute la durée de son application. Selon les prévisions pour 2019, 2,1 milliards sur 56,7 ne sont pas compensés. Cette question est un sujet de débat politique récurrent,.
Impôts affectés
Des recettes fiscales très diversifiées ont aussi été instituées au profit de la Sécurité sociale. Une taxe sur les primes d’assurance automobile a été instaurée en 1967, puis la Contribution sociale de solidarité des sociétés en 1970. À partir des années 1990, plusieurs taxes comportementales sur les boissons et sur les tabacs sont créées. Enfin la contribution sociale généralisée, créée en 1991 a constitué une évolution majeure non seulement pour le financement de la sécurité sociale mais aussi pour le système de prélèvements obligatoires français. Elle était conçue comme un moyen de financement des droits universels et non soumis à une condition d’activité professionnelle préalable. Elle frappe tous les types de revenus.
Recouvrement pour le compte de tiers
Le réseau des URSAFF assure la collecte de plusieurs prélèvements qui ne financent pas la sécurité sociale (versement transport, assurance chômage, formations professionnelle …).

### Résultats et solde
Depuis la fin des Trente Glorieuses, la question générale du déficit public est devenu un enjeu politique, qui s’est renforcé avec la signature du traité de Maastricht en 1992 qui oblige les États membres à limiter les déficits publics à 3 % du PIB.
L’articulation entre le cycle économique et le solde du régime général et du FSV est importante : lorsque la conjoncture est porteuse (fin des années 1980, 1999-2001), la sécurité sociale revient tout juste à l’équilibre, ou affiche des excédents très modestes, tandis qu’en bas de cycle (en dehors même des crises économiques de 1993 ou de 2009), le déficit se creuse rapidement ou ne se résorbe pas.
Après un premier déficit en 1978, le solde est maintenu à l’équilibre au début des années 1980, mais la situation financière de la branche vieillesse, puis de la branche maladie se dégradent, entraînant une accumulation de déficits croissants, atteignant 9,9 milliards d'euros en 1995. L’amélioration de la situation financière à partir de 1995 se fait grâce au redressement des comptes de la branche vieillesse d’abord (dès 1994, à la suite de la réforme des retraites de 1993), puis des branches maladie et famille (à partir de 1996) ; la sécurité sociale retrouve un solde équilibré entre 1999 et 2001, notamment grâce à un environnement conjoncturel très porteur. Par la suite l'environnement macroéconomique se dégrade, et les déficits atteignent 10 milliards dès 2003, avant que la crise financière de 2009 entraîne des déficits colossaux, notamment en 2010 (28 milliards).
Le déficit est progressivement réduit entre 2011 et 2018 où il a pratiquement disparu. Cela résulte de mesures d’augmentation des recettes jusqu’en 2014, d’une accélération de la progression spontanée des recettes à partir de 2015 et d’efforts de maîtrise des dépenses (réformes des retraites de 2010 et de 2014, réduction du taux de progression des dépenses relevant de l’objectif national des dépenses d'assurance maladie, réforme des allocations familiales et de la prestation d’accueil du jeune enfant). La perspective du retour à l'équilibre s’éloigne toutefois dès 2019 et un déficit historique de 38 milliards est atteint en 2020 en raison de la pandémie de Covid-19 en France.  Au-delà de l’impact sur le solde, il s’agit là d’une différence majeure avec la crise de 2009-2010, qui avait surtout eu un impact sur les recettes, les dépenses n’ayant été que peu affectées. La crise actuelle joue certes essentiellement sur les recettes, mais la dégradation est également imputable à une hausse des dépenses, notamment celles de santé, à la fois sur l’exercice 2020 et à moyen terme.
Résultats par branches
Chaque branche du régime général couvre une population différente :
- la branche famille est universelle, toute la population résidant en France est couverte ;
- la branche maladie est quasi universelle, même s’il reste des « régimes » ;
- 2,6 millions d’établissements cotisent à l’assurance accidents du travail – maladies professionnelles (AT-MP) en 2020 et emploient 19,3 millions de salariés (soit les deux tiers de la population employée)[31] ;
- la branche vieillesse est celle qui compte le plus de régimes[32].

Ainsi par exemple, les professions libérales sont rattachées aux branches famille et maladie du régime général, mais sont rattachées de plus à la Caisse nationale d'assurance vieillesse des professions libérales.
|               |                                                       |                                                       | CNAM (maladie) | CNAM (AT) | CNAV    | CNAF   | CNSA   |
| ------------- | ----------------------------------------------------- | ----------------------------------------------------- | -------------- | --------- | ------- | ------ | ------ |
| Charge nettes | Charge nettes                                         | Charge nettes                                         | 242 337        | 13 823    | 159 950 | 55 734 | 37 579 |
|               | Prestations sociales nettes                           | Prestations sociales nettes                           | 224 433        | 10 418    | 149 832 | 39 114 | 31 441 |
|               | Transferts versés nets                                | Transferts versés nets                                | 10 793         | 2 486     | 8 339   | 13 488 | 5 905  |
|               | Charges de gestion courante                           | Charges de gestion courante                           | 6 799          | 913       | 1 605   | 3 104  | 205    |
|               | Autres charges nettes                                 | Autres charges nettes                                 | 313            | 5         | 174     | 28     | 28     |
| Produits nets | Produits nets                                         | Produits nets                                         | 231 200        | 15 173    | 158 645 | 56 750 | 37 005 |
|               | Cotisations, contributions et recette fiscales nettes | Cotisations, contributions et recette fiscales nettes | 211 311        | 14 616    | 128 468 | 55 732 | 36 541 |
|               |                                                       | Cotisations sociales                                  | 83 594         | 14 754    | 104 601 | 34 726 |        |
|               |                                                       | Cotisations prises en charge par l’État               | 2 058          | 110       | 3 208   | 1 019  | 38     |
|               |                                                       | Contribution sociale généralisée                      | 53 996         |           |         | 13 886 | 32 596 |
|               |                                                       | Impôts, taxes et autres contributions sociales        | 71 604         |           | 21 471  | 6 050  | 4 016  |
|               |                                                       | Charges liées au non-recouvrement                     | -71            | -259      | -812    | 2      | -124   |
|               | Transferts reçus nets                                 | Transferts reçus nets                                 | 6 923          | 12        | 29 880  | 190    | 426    |
|               | Autres produits nets                                  | Autres produits nets                                  | 12 966         | 545       | 297     | 829    | 38     |
| Résultat net  | Résultat net                                          | Résultat net                                          | -11 138        | 1 350     | -1 304  | 1 016  | -575   |

Historique, par branche, des soldes du régime général de sécurité sociale (en milliards d'euros courants),.
| Année | Branche Maladie | Branche AT/MP | Branche Vieillesse | Branche Famille |
| ----- | --------------- | ------------- | ------------------ | --------------- |
| 1999  | -0.7            | 0.2           | 0.8                | 0.2             |
| 2000  | -1.6            | 0.4           | 0.5                | 1.5             |
| 2001  | -2.1            | 0.02          | 1.5                | 1.7             |
| 2002  | -6.1            | -0.05         | 1.7                | 1.0             |
| 2003  | -11.1           | -0.5          | 0.9                | 0.4             |
| 2004  | -11.6           | -0.2          | 0.3                | -0.4            |
| 2005  | -8.0            | -0.4          | -1.9               | -1.3            |
| 2006  | -5.9            | -0.1          | -1.9               | -0.9            |
| 2007  | -4.6            | -0.5          | -4.6               | 0.2             |
| 2008  | -4.4            | 0.2           | -5.6               | -0.3            |
| 2009  | -10.6           | -0.7          | -7.2               | -1.8            |
| 2010  | -11.6           | -0.7          | -8.9               | -2.7            |
| 2011  | -8.6            | -0.2          | -6.0               | -2.6            |
| 2012  | -5.9            | -0.2          | -4.8               | -2.5            |
| 2013  | -6.8            | 0.6           | -3.1               | -3.2            |
| 2014  | -6.5            | 0.7           | -1.2               | -2.7            |
| 2015  | -5.8            | 0.7           | -0.3               | -1.5            |
| 2016  | -4.8            | 0.8           | 0.9                | -1.0            |
| 2017  | -4.9            | 1.1           | 1.8                | -0.2            |
| 2018  | -0.7            | 0.7           | 0.2                | 0.5             |
| 2019  | -1.5            | 1.0           | -1.4               | 1.5             |
| 2020  | -30.4           | -0.2          | -3.7               | -1.8            |

Historique du solde du régime général et du FSV (en milliards d'euros courants),.
| Année | Solde |
| ----- | ----- |
| 1999  | 0.8   |
| 2000  | 1.0   |
| 2001  | 0.8   |
| 2002  | -4.8  |
| 2003  | -11.1 |
| 2004  | -12.6 |
| 2005  | -13.6 |
| 2006  | -10.0 |
| 2007  | -9.3  |
| 2008  | -9.4  |
| 2009  | -23.5 |
| 2010  | -28.0 |
| 2011  | -20.9 |
| 2012  | -17.5 |
| 2013  | -15.4 |
| 2014  | -13.2 |
| 2015  | -10.8 |
| 2016  | -7.8  |
| 2017  | -5.1  |
| 2018  | -1.2  |
| 2019  | -1.9  |
| 2020  | -38.7 |

## Régimes obligatoires de base
Les régimes obligatoires de bases sont le régime général et les autres régimes obligatoires de base.
| Régime | Solde |
| --- | ----- |
| Régime général | -10,7 |
| Régimes des indépendants (MSA exploitants, Caisse nationale d'assurance vieillesse des professions libérales, Caisse nationale des barreaux français) | 0,7   |
| Autres régimes de salariés (MSA salariés,Caisse nationale de retraites des agents des collectivités locales …)                                        | -2,0  |
| Autres régimes | 0,1   |
| Ensemble des régimes de base | -11,9 |
| Fonds de solidarité vieillesse | 1,1   |
| Ensemble des régimes de base + FSV | -10,8 |

|                                                           | Recettes | Dépenses | Solde   |
| --------------------------------------------------------- | -------- | -------- | ------- |
| Maladie                                                   | 232 753  | 243 898  | -11 144 |
| Accidents du travail et maladies professionnelles         | 16 774   | 15 408   | 1 366   |
| Vieillesse                                                | 272 492  | 275 067  | -2 575  |
| Famille                                                   | 56 750   | 55 734   | 1 016   |
| Autonomie                                                 | 37 005   | 37 579   | -575    |
| Toutes branches                                           | 598 477  | 610 389  | -11 912 |
| Toutes branches, y compris Fonds de solidarité vieillesse | 599 959  | 610 729  | -10 773 |

| Charge nettes | Charge nettes                                         | Charge nettes                                         | Charge nettes                                         | Charge nettes                                         | 537,0 |
|               | Prestations sociales nettes                           | Prestations sociales nettes                           | Prestations sociales nettes                           | Prestations sociales nettes                           | 509,8 |
|               |                                                       | Prestation maladie                                    | Prestation maladie                                    | Prestation maladie                                    | 212,0 |
|               |                                                       | Prestation vieillesse                                 | Prestation vieillesse                                 | Prestation vieillesse                                 | 236,9 |
|               |                                                       | Prestation famille                                    | Prestation famille                                    | Prestation famille                                    | 29,2  |
|               |                                                       | Prestation AT-MP                                      | Prestation AT-MP                                      | Prestation AT-MP                                      | 10,4  |
|               |                                                       | Prestations extralégales nettes                       | Prestations extralégales nettes                       | Prestations extralégales nettes                       | 6,3   |
|               |                                                       | Autres prestation nettes                              | Autres prestation nettes                              | Autres prestation nettes                              | 15,0  |
|               | Transferts versés nets                                | Transferts versés nets                                | Transferts versés nets                                | Transferts versés nets                                | 13,8  |
|               | Charges de gestion courante                           | Charges de gestion courante                           | Charges de gestion courante                           | Charges de gestion courante                           | 12,5  |
|               | Autres charges nettes                                 | Autres charges nettes                                 | Autres charges nettes                                 | Autres charges nettes                                 | 0,8   |
| Produits nets | Produits nets                                         | Produits nets                                         | Produits nets                                         | Produits nets                                         | 497,2 |
|               | Cotisations, contributions et recette fiscales nettes | Cotisations, contributions et recette fiscales nettes | Cotisations, contributions et recette fiscales nettes | Cotisations, contributions et recette fiscales nettes | 472,2 |
|               |                                                       | Cotisations sociales                                  | Cotisations sociales                                  | Cotisations sociales                                  | 243,6 |
|               |                                                       | Cotisations prises en charge par l'Etat               | Cotisations prises en charge par l'Etat               | Cotisations prises en charge par l'Etat               | 6,9   |
|               |                                                       | Contribution de l'employeur                           | Contribution de l'employeur                           | Contribution de l'employeur                           | 42,1  |
|               |                                                       | Contribution sociale généralisée                      | Contribution sociale généralisée                      | Contribution sociale généralisée                      | 97,4  |
|               |                                                       | Impôts, taxes et autres contributions sociales        | Impôts, taxes et autres contributions sociales        | Impôts, taxes et autres contributions sociales        | 89,8  |
|               |                                                       | Charges liées au non-recouvrement                     | Charges liées au non-recouvrement                     | Charges liées au non-recouvrement                     | -7,6  |
|               | Transferts reçus nets                                 | Transferts reçus nets                                 | Transferts reçus nets                                 | Transferts reçus nets                                 | 16,2  |
|               | Autres produits nets                                  | Autres produits nets                                  | Autres produits nets                                  | Autres produits nets                                  | 8,8   |
| Résultat net  | Résultat net                                          | Résultat net                                          | Résultat net                                          | Résultat net                                          | -39,7 |

## Dette sociale
La dette sociale est l'accumulation des déficits de la Sécurité sociale française.

## Propositions de réforme
De nombreux acteurs proposent des pistes de réformes. Les positions sur les réformes à mener sont très distinctes selon les organisations politiques, syndicales, mutualistes ou associatives, elles donnent lieu à de vifs débats.
Selon plusieurs auteurs[Qui ?], l'état qu'ils prétendent dégradé des finances de la sécurité sociale française impose de contrôler la croissance des dépenses de santé ; parmi les solutions envisagées[Par qui ?], sont citées la réorganisation de l'accès aux soins, la révision du statut des médecins libéraux, la reprise en main de la formation continue des médecins par la CNAMTS, et la démocratisation des arbitrages budgétaires pour faire face à la pression de l'industrie pharmaceutique,.
Certaines organisations politiques de gauche demandent la fin des exonérations de charge accordées aux entreprises pour favoriser l'emploi. De même, elles souhaitent la création de recettes par la hausse des prélèvements existants (CSG et CRDS). Dans le même ordre d'idées, le gouvernement Fillon a mis en place le forfait social, qui élargit les contributions sociales à des rémunérations directes ou indirectes exonérées de cotisations sociales classiques.
D'autres mesures sont plus consensuelles et ont été mises en œuvre par des gouvernements de tous bords, comme réduire les remboursements et favoriser le recours aux produits génériques, ou favoriser une plus grande efficacité de la médecine par des campagnes de prévention ou une rationalisation de la carte hospitalière. La lutte contre la fraude des salariés et des employeurs fait également partie de ces mesures relativement consensuelles.
D'autres mesures ont été également abordées, comme le basculement du financement de la sécurité sociale des cotisations sociales vers une TVA sociale, afin d'assoir le financement sur tous les échanges et non pas sur le seul travail salarié. Les rapports du Sénat sur le projet de loi de financement de la sécurité sociale pour 2007, indiquaient que le budget de la sécurité sociale était le suivant : recettes = 394,8 milliards d'euros, dépenses = 400,2 milliards d'euros, soit un déficit prévisionnel de 5,4 milliards d'euros (1,35 %). À titre de comparaison, le budget de l'État français se montait à 268 milliards d'euros de dépenses en 2007 (déficit de 44,12 milliards d'euros selon la cour des comptes). En 2005, la France consacrait 11,1 % de son PIB aux dépenses de santé, derrière les États-Unis (15,3 %) et la Suisse (11,4 %).
D'autres enfin demandent la fin du monopole de la sécurité sociale, jugé par eux en bonne partie responsable de la dérive actuelle des dépenses de santé : plusieurs députés estiment ainsi que l'Europe a mis fin au monopole de la sécurité sociale et posent des questions en ce sens à l'Assemblée nationale. Ils demandent la possibilité pour chacun de s'assurer auprès de l'opérateur de son choix. Selon eux, cette mesure permettrait de réduire les coûts de façon importante, les compagnies d'assurance privées étant jugées plus efficaces que le monopole public. Cette thèse a été par exemple défendue par Claude Reichman, Edouard Fillias, Jean-Marc Roubaud, Jérôme Rivière, etc. Cependant, les résultats concernant la modération des coûts des pays où ce type de concurrence est en place tendent à contredire les espoirs placés dans ce type d'organisation. En effet, les États-Unis et la Suisse, où ce système est en place depuis de nombreuses années, connaissent respectivement les 3e et 5e plus fortes augmentations de coûts de 1984 à 2005 de tous les pays de l'OCDE (respectivement 53 % et 48,1 % contre 35,4 % pour la France, dixième du classement).